# T sourd ou quoi? Vol. 1
T sourd ou quoi? Vol. 1 è un mixtape del DJ del gruppo rap Sexion d'Assaut, DJ HCue.

## Tracce
1. Who Shot Ya (T-Money feat Akon)
2. Seen Money (Red Café feat Akon)
3. Hood Pride (Capone-N-Noreaga feat Faith Evans)
4. Henny and Bacardi (Cassidy feat Swizz Beatz)
5. Drumma Bass (Cassidy)
6. I'm On It (Tyga feat Lil Wayne)
7. On To The Next One (Jay-Z feat Swizz Beatz)
8. Stunt (Game feat Ryan Leslie)
9. On Est En Place (L'Institut (Sprinoir & 2being))
10. Speakin Tungs (Off the record)
11. Le Relais (Sexion d'Assaut)
12. I Wanna Rock (Remix) (Snoop Dogg)
13. Like gangstas (Jim Jones feat Snoop Dogg & Rell)
14. What You Need (Levert II feat Topic)
15. Ain't Leaving Without You (Remix) (Jaheim feat Jadakiss)
16. Fly (Alfonzo Hunter feat Erick Sermon)
17. Everything Red (Game feat Lil Wayne & Birdman)
18. T'es Bête Ou Quoi? (Remix) (Sexion d'Assaut)
19. Mo Bottles (DJ Webstar feat Styles P. & Sheek Louch)
20. Under Pressure (Dr. Dre feat Jay-Z)
21. Hello Good Morning (Remix) (P. Diddy & Dirty money feat Sexion d'Assaut & T.I)